# 클라우디아 보켈
클라우디아 보켈(독일어: Claudia Bokel, 1973년 8월 30일~)은 독일의 펜싱 선수로 주 종목은 에페이다. 2004년 하계 올림픽에서 여자 에페 단체전 은메달을 획득했으며 세계 선수권 대회에서 금메달 1개, 은메달 3개, 동메달 4개를 획득했다.